# Giant González
Jorge González (* 31. Januar 1966 in El Colorado, Formosa, Argentinien; † 22. September 2010 in General José de San Martín, Argentinien – besser bekannt als El Gigante und Giant González) war ein argentinischer Wrestler und Basketballspieler. González war als Wrestler für die beiden größten Wrestlingorganisationen Nordamerikas tätig. Wegen seiner außergewöhnlichen Statur war er auch in einigen TV-Serien und Filmen als Nebendarsteller zu sehen.

## Karriere

### Basketball
Seine erste Karriere als Profisportler machte González als Basketballspieler, zunächst bei den argentinischen Mannschaften Hindú Club de Resistencia, Gimnasia y Esgrima La Plata und Sport Club de Cañada de Gómez. Aufgrund seiner enormen Größe – bereits als 16-Jähriger maß er 2,19 Meter – erlangte González schnell die Aufmerksamkeit des damaligen argentinischen Nationaltrainers León Najnudel, der ihn für die Landesauswahl nominierte. Bei der Basketball-Südamerikameisterschaft 1985 gewann González mit der Mannschaft die Bronzemedaille.
Beim NBA-Draft 1988 wurde er von den Atlanta Hawks ausgewählt, die Gegensumme für sein Spielrecht belief sich auf  30.000 argentinische Austral. González gehörte damit gemeinsam mit seinem Landsmann Hernán Montenegro (beim selben Draft von den Philadelphia 76ers ausgewählt) zu den ersten Argentiniern, die in die NBA gedraftet wurden. Auf Grund einer schweren Knieverletzung kam er jedoch zu keinem einzigen Einsatz.

### Wrestling
1989 unterschrieb er einen Vertrag als Profiwrestler bei World Championship Wrestling und trat ab dem Folgejahr unter dem Namen El Gigante für die WCW auf. Zwar wurde er in Fehden mit Ric Flair um den WCW World Heavyweight Championship und gegen Sid Vicious und One Man Gang eingebunden, seine Karriere blieb jedoch relativ erfolglos.
Nach einigen Auftritten bei New Japan Pro-Wrestling wechselte er 1993 zur World Wrestling Federation (heute World Wrestling Entertainment), wo er in die Rolle des riesigen Bösewichtes Giant González trat. Er bekam Harvey Wippleman als Manager und hatte eine Fehde mit dem Undertaker, die zwei Kämpfe bei Wrestlemania und Summerslam endeten mit Siegen des „Totengräbers“. Anschließend wandte sich González gegen Wippleman. Es war geplant eine Fehde gegen Wipplemans neusten Zugang, Adam Bomb zu starten, doch kurz darauf, Anfang Oktober des Jahres wurde bekannt gegeben, dass der Vertrag mit González nicht verlängert worden war und er die Promotion verlassen hatte. Ab 1994 bestritt er einige Auftritte für die japanischen Promotionen New Japan Pro Wrestling und Wrestle and Romance, musste aber Anfang 1995 wegen anhaltender gesundheitlicher Beschwerden seine Karriere beenden.

## Privates
Seit Oktober 2009 war González auf den Rollstuhl angewiesen und musste sich wegen Nierenversagens einer Dialyse-Behandlung unterziehen.
Am 22. September 2010 starb er im Alter von 44 Jahren an einer Diabetes-Erkrankung in einem Krankenhaus in General José de San Martín.

## Größe
González trat vor allem durch seine gewaltigen körperlichen Maße in Erscheinung. Er brachte es 1988 auf eine Größe von 2,29 m und ein Gewicht von 183 kg. Bis heute ist er der größte bekannte argentinische Basketballspieler. Im Jahr 2000, nach seiner aktiven Karriere, wurde er erneut vermessen und kam durch seine Wachstumskrankheit sogar auf 2,32 m. Damit wurde er im Guinness-Buch der Rekorde noch vor Max Palmer als größter Profiwrestler aller Zeiten aufgenommen. Er wurde innerhalb der WWF, zur besseren Vermarktung, auch mehrmals mit 2,44 m (8 ft.) angekündigt.

## Filmografie
Gonzáles trat unter anderem in folgenden Serien und Filmen als Nebendarsteller auf:
- 1993: Baywatch – Die Rettungsschwimmer von Malibu (Baywatch, Fernsehserie, eine Folge)
- 1993, 1994: Thunder in Paradise (Fernsehserie, 4 Folgen)
- 1994: Hercules im Reich der toten Götter (Hercules in the Underworld, Fernsehfilm)